# Akrukay jezik
Akrukay jezik (ISO 639-3: afi), maleni jezik podskupine tamolan, porodice sepik-ramu, kojim govori oko 250 ljudi (2003. SIL; 191, 1981. Wurm and Hattori) u provinciji Madang u Papui Novoj Gvineji.
Srodni su mu romkun, kominimung, inapang, igana i breri.

## Vanjske poveznice
- Ethnologue (14th)
- Ethnologue (15th)
- The Akrukay Language